# Burgstall Waldau
Der Burgstall Waldau ist eine abgegangene Wasserburg am Ulfenbach südlich des Ortsteils Wahlen der Gemeinde Grasellenbach im Odenwald im heutigen Landkreis Bergstraße in Hessen.

## Geografische Lage
Die Niederungsburg in Form einer Motte südlich des Ortes lag am rechten Ufer des Nord-Süd verlaufenden Ulfenbachtales im Odenwald in einem Schwemmbereich. Der Bach diente wohl zum Füllen der beiden nachgewiesenen Ringgräben. Sein Verlauf deutet an, das er für die Wasserburg umgeleitet wurde oder eine natürliche Verzweigung des Baches für den Burgenbau benutzt wurde.

## Geschichte

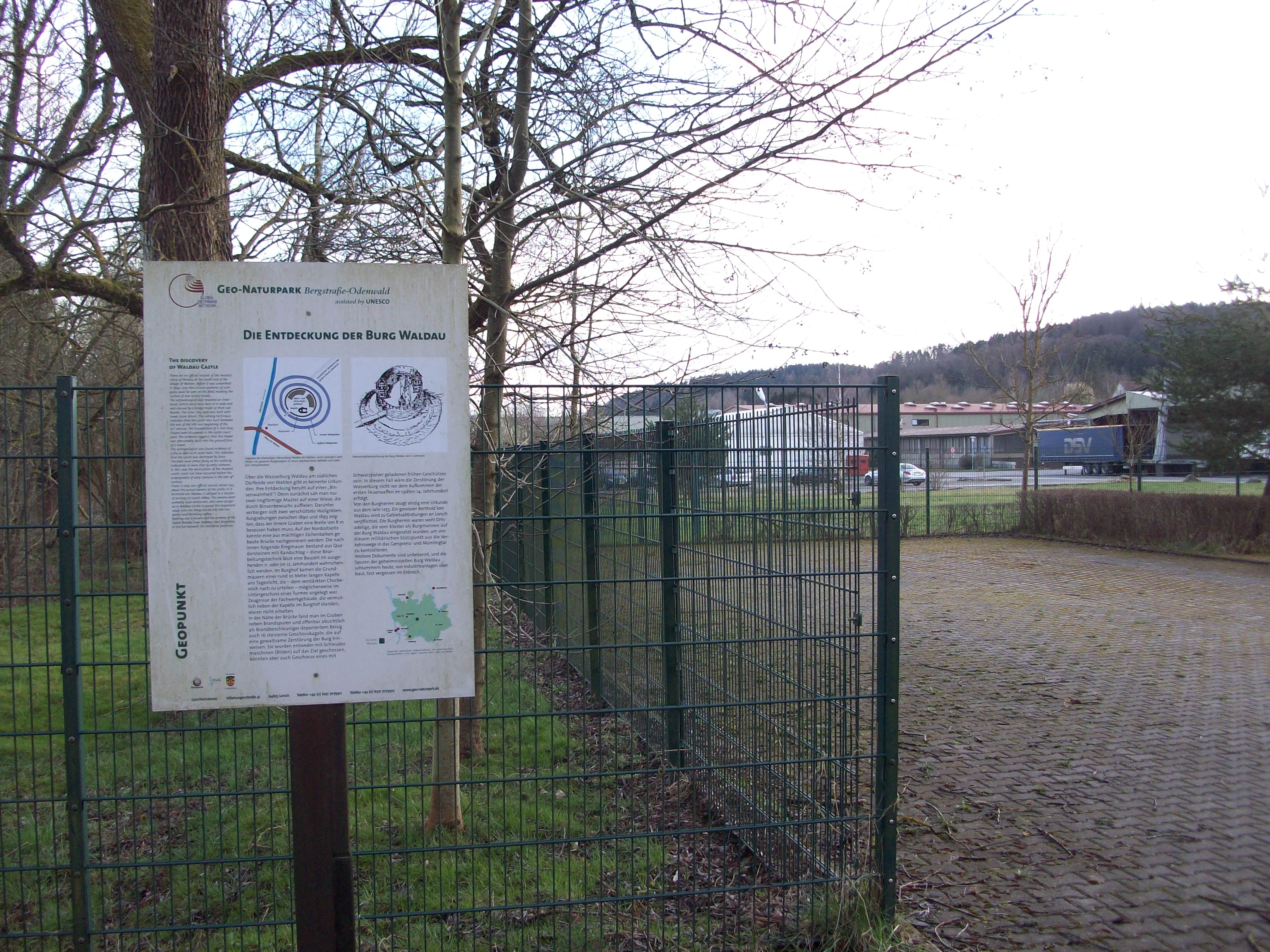
Infotafel und Blick auf das überbaute Gelände des Burgstalles

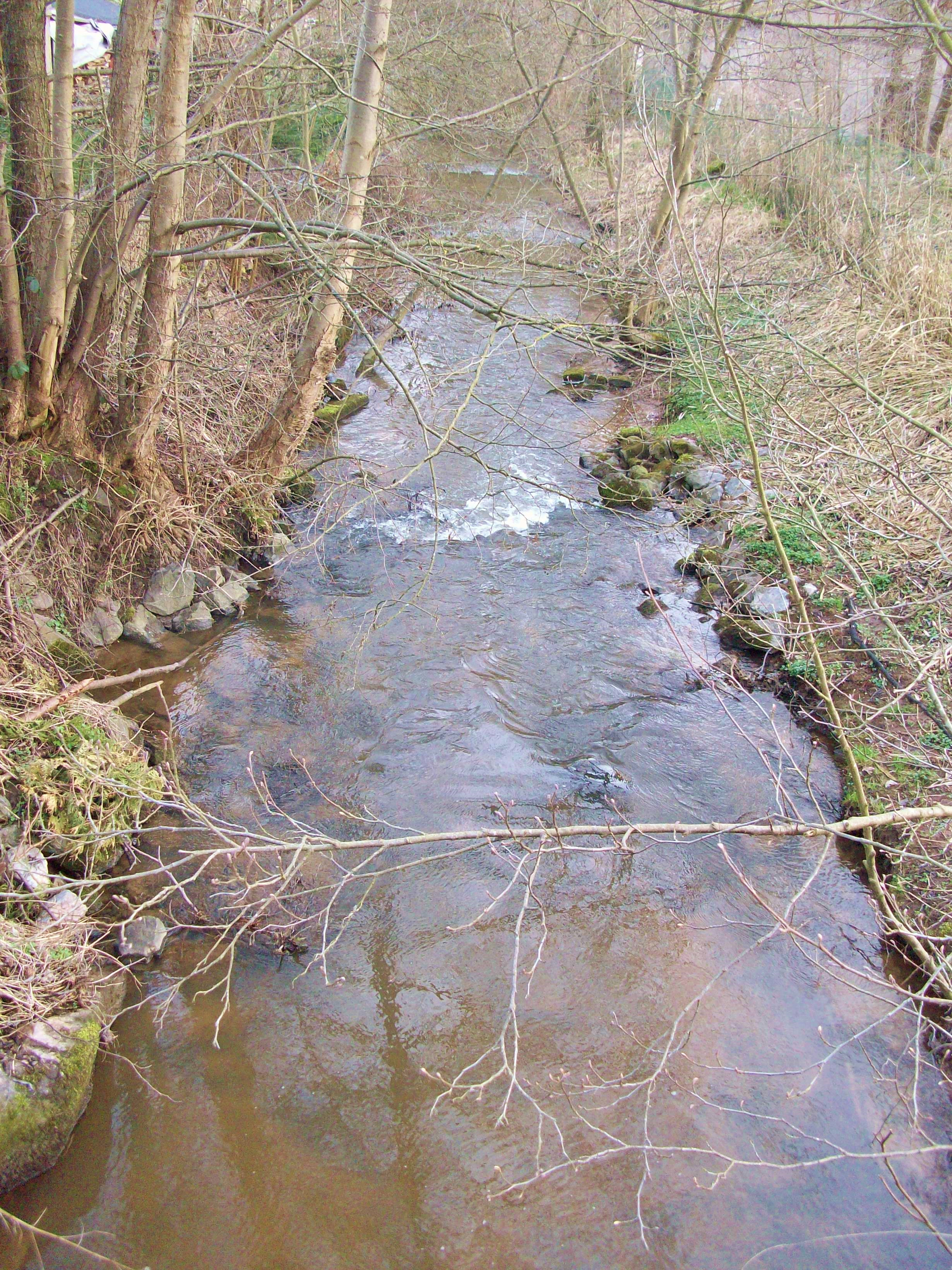
Der neben der Burgstelle vorbeifließende Ulfenbach

Die Anfänge der Burg werden in die zweite Hälfte des 12. oder das beginnende 13. Jahrhundert gelegt.
Die Burg wurde indirekt 1255 erstmals urkundlich mit Berthold von Waldow (Waldau, Wahlen) erwähnt. Da davor und danach keine urkundlichen Belegungen zur Burgstelle und zum Namen des vermutlichen Niederadels bekannt sind, geht Steinmetz davon aus, dass der Besitzer sich nur nach der neuen Burg benannte. Die Urkunde verweist auf Streit zwischen ihm, seiner Frau Gertrud und deren Güter zu Bensheim und Heppenheim über fehlende Gefälle zugunsten des Klosters Lorsch. Als Ausgleich wurden 10 Morgen Äcker bei Heppenheim und jährlich 5 Malter Korn aus Bensheim dem Kloster übertragen. Berthold und der Probst J. Ulrich von Steinach siegelten. Das Siegel weist Berthold als Mann von gehobenen Stand aus und die verzeichneten Abgaben an das schon 1232 an Mainz unterstellte Kloster zeugen von einigem Besitz Bertholds an der Bergstraße. Die Zuordnung Waldow als Waldau zu Wahlen ergibt sich aus der Tatsache, dass der Ort bis ins 15. Jahrhundert als Waldau beurkundet ist und ein Ort gleichen Namens im weiten Umfeld nicht vorkommt.
Weiter folgen unterschiedliche vermutete Besitzabfolgen:
Knappe sieht die (wohl spätestens Ende des 13. Jahrhunderts ausgestorbene) Adelsfamilie von Waldau als Lehensbesitzer des Klosters Lorsch an, deren Waldauische Lehen nach Auflösung des Klosterbesitzes 1232 an die Pfalzgrafen gekommen sei. 1359 ist der durch Pfalzgraf Ruprecht bewilligte Verkauf von Waldau durch Hartmut VI. von Cronberg (Mainzer Burggraf auf der Starkenburg) an Rudolf von Beckingen den Jungen beurkundet. 1423 wurde die Burg letztmals erwähnt.
Steinmetz, der die Lage Wahlens zum Zeitpunkt des Machtverlustes des Klosters und beginnender Streitigkeiten von Kurmainz und Kurpfalz um das Lohrscher Erbe am Südrand des Gebietes der Schenken von Erbach (Besitzrechte des benachbarten Affolterbach mit Dorfherrschaft und niederer Gerichtsbarkeit) aufzeigt vermutet dagegen die Burg später im Besitz der Schenken von Erbach, die aber in den Auseinandersetzungen um das Erbe des ehemaligen Reichsklosters Lorsch nicht gehalten werden konnte und gewaltsam zerstört wurde. Als direkter Nachfolger ist für ihn die Burg Güttersbach im benachbarten Güttersbach anzusehen. Beide Burgen sind in der bevölkerungsschwachen Gegend schwierig zu erklären. Zwei Möglichkeiten blieben, späte Rodungsburgen oder Burgen zum Schutz eines sich dort entwickelnden Erzbergbaus und -verhüttung. Erzvorkommen wurden schon in der Grenzbeschreibung der Mark Heppenheim 773 erwähnt. Wie wichtig das damals kaum besiedelte Gebiet sein musste, zeigt der Schiedsspruch von Hemsbach 1264 zwischen dem Erzbischof von Mainz Werner von Eppstein und Pfalzgraf Ludwig II., indem in Artikel 12 dem Pfalzgraf erlaubt wird, obwohl Michelenbach eine curia (Herrenhof) Lorschs war, ein oppidum als unbefestigte Stadt zu errichten. Die Waldauer Motte als vermutlich Erbachsche Burg zu sehen, wird mit dem Nichtbeurkunden der Burg in den Auseinandersetzungen Mainz gegen Kurpfalz begründet, das ansonsten als Lorscher Burgbesitz urkundlich erwähnt worden wäre. Ein weiterer geschichtlicher Bezug zeigt sich durch die namentliche Verbindung mit der Erbachschen Burg Freienstein, deren Burglehen teilweise als Waldauer Lehen bezeichnet werden.
Um 1890 durch die Burggräben und die Erhöhung des Innenbereichs noch gut zu erkennen gewesen, wurde 1930 das Gelände durch Planierungsarbeiten stark beeinträchtigt, nach 1945 infolge Industrieansiedlung nahezu eingeebnet. Nur glücklichen Umständen ist der Burgstall einer kompletten Überbauung entgangen.

## Beschreibung
Nach Ausgrabungen vom Sommer 1890 und Herbst 1893 auf dem Burgstall unter Bezirksfeldwebel Heinrich Giess (1841–1918), beauftragt vom Historischen Verein für das Großherzogtum Hessen und dem Odenwaldklub, zeigte sich eine kreisrunde Wasserburg mit über 50 Metern Durchmesser und mit zwei umlaufenden Wassergräben, diese mit einem Gesamtdurchmesser von etwa 100 Metern. Im Inneren der Burganlage wurde als einziges Gebäude der Rest einer freistehenden Kapelle ergraben. Die rechteckige Kapelle mit Maßen von 7,50 auf 6,30 m und mit einer halbrunden nach Osten 2,50 m ausgreifenden halbrunden Apsis hatte eine Mauerstärke zwischen 85 und 95 cm. Die Kapelle stand auf „festen Gussmassen, die ein Eindringen von Grundwassers verhinderte“.
Giess fand Mauerreste im Graben, die auf eine Ringmauer hinweisen, ergraben. Der rechteckige Teil der Kapelle lässt aber auch eine Deutung als Bergfried zu. Von der Ringmauer wurden nur einzelne mit Randschlag versehene Steinquader gefunden.
Innerhalb des Areals, welches von dem inneren Graben umfasst ist, wurden mit Ausnahme der Kapelle, keine Gebäudefundamente aufgefunden. Dies stützt die Annahme, dass die Gebäude wohl im Wesentlichen aus Holz gefertigt waren.
Der Zugang zur Burg erfolgte wahrscheinlich über eine aus Eichenstämmen erbaute Bockbrücke in nordöstlicher Richtung. Die Funde aus den Jahren 1890 und 1893 waren zwei Gewölbeschlusssteine, Fragmente irdener Gefäße, Hufeisen, eiserne Nägel, zahlreiche Holzgegenstände und 16 Kugeln aus Sandstein mit einem Durchmesser von 12 bis 16 cm.
In der zweiten Hälfte des 13. Jahrhunderts wurde die Burg wohl systematisch zerstört. Die hölzernen Funde wiesen Brandspuren auf, so dass eine Zerstörung der Burg durch Brand vermutet werden kann.
1937 fanden unpublizierte Ausgrabungen durch Karl Nahrgang statt und 1993 ein unpublizierter Suchschnitt durch das Hessische Landesamt für Denkmalpflege. Von Knappe als Buckelquader der Burg identifizierte Steine sollen sich in alten Bauernhäusern des Ortes wiederfinden lassen.

## Heutige Nutzung

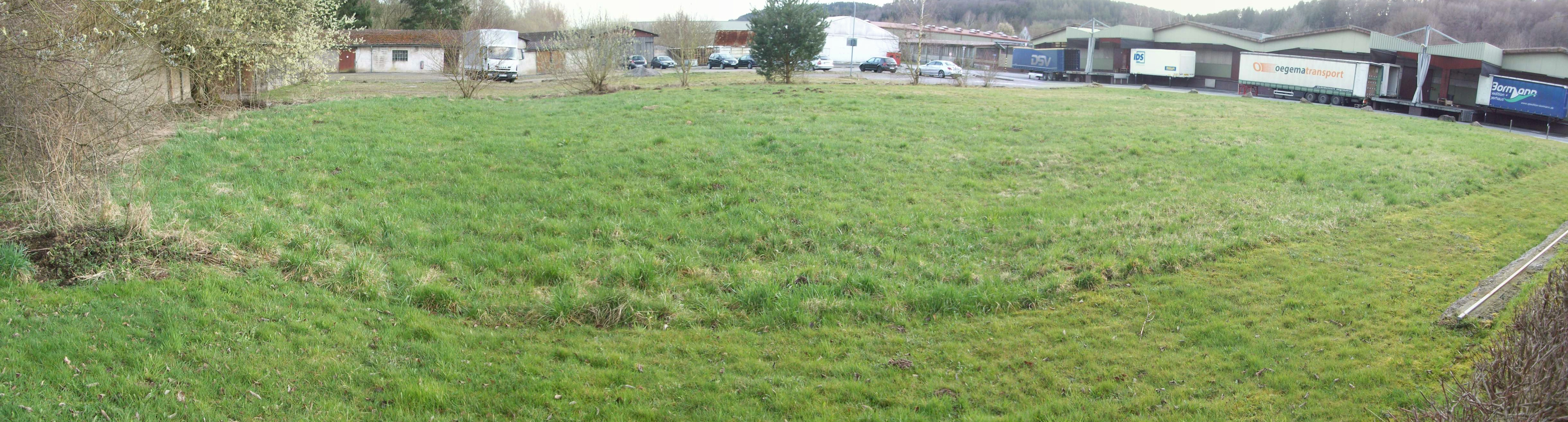
Panorama des Burgstallgeländes; ansatzweise ist im Gras noch ein Burggraben zu erkennen

Heute weist nur noch eine Informationstafel des Geo-Naturparks Bergstraße-Odenwald auf die Burgstelle hin. Die Burgstelle selbst ist heute aufgrund einer Industrieansiedlung kaum mehr erkennbar.

## Sage
Eine Odenwälder Sage behauptet, dass ein Ritter Eberhard von Erbach um die Tochter des Waldauer Burgherren geworben und da er vom Burgherren abgewiesen, die Burg belagert und verbrannt habe. Seine Geliebte aus der niederbrennenden Burg rettend, soll er für beider Wohnsitz die Burg Freienstein erbaut haben. Sein Besitztum aber führte er weiterhin als Waldauer Lehen.